# Anticybersquatting Consumer Protection Act
ACPA (Anticybersquatting Consumer Protection Act) – amerykańska ustawa wprowadzona w życie 29 listopada 1999 r., wnosząca poprawkę do ustawy o znaku handlowym z 1946, której celem jest przeciwdziałanie praktyce cybersquattingu, czyli zajmowania domen internetowych, których nazwy odpowiadają już zarejestrowanym znakom handlowym innych firm i instytucji. Na mocy ustawy domena taka może być przekazana prawowitemu właścicielowi znaku handlowego. ACPA zabrania także rejestrowania domen, których nazwy odpowiadają nazwiskom żyjących osób indywidualnych będących osobami publicznymi (np. znanych artystów).